# Tom Sneva
Thomas E. Sneva, mais conhecido como Tom Sneva (1 de junho de 1948, Spokane, Washington, EUA) é um piloto de corridas americano. Ganhou o Campeonato Nacional da USAC em 1977 e 1978, foi vice-campeão em 1984, terceiro em 1980 e quarto em 1983. É irmão do também piloto já falecido Jerry Sneva.
Sneva alcançou 13 vitórias e 50 pódios ao longo de sua carreira em monopostos da Indy. Venceria a 500 Milhas de Indianápolis em 1983, seria segundo em 1977, 1978 e 1980 e quarto em 1982. Ele também foi particularmente bem sucedido nos ovais curtos de  Milwaukee e  Phoenix, com quatro vitórias e oito pódios em cada um.

## Carreira

### USAC
A primeira corrida de Sneva no Campeonato Nacional da USAC estava em Trenton em 1971. Em 1973 ele voltou a diferentes equipes e competiu em metade das corridas, chegando em décimo em um deles. Ele terminou em 18º em 1974 com um quinto lugar no  Michigan como melhor resultado.
Sneva juntou-se em 1975 para  Penske, com o qual ele ganhou sua primeira corrida em Michigan. Ele acrescentou mais três pódios e depois de ter se perdido duas corridas, terminou o ano na sexta colocação. Em 1976, ele novamente perdeu duas corridas; ficou em terceiro lugar duas vezes e quinta uma vez, assim que ele terminou em oitavo no campeonato.
Sneva venceu duas corridas em 1977,  Texas e  Pocono, e acrescentou quatro pódios, o que lhe rendeu a coroa de campeão da USAC. Nas 500 Milhas de Indianápolis de 1977 naquele ano, virou uma volta de classificação em 200,535 milhas por hora (322,730 km/h)  de média, pela primeira vez na história do oval que superou 200 milhas por hora (320 km/h).
Em 1978 ele foi sete vezes pole position mas não ganhou nenhuma corrida. No entanto, fez 10 pódios em 18 corridas bastaram-lhe para repetir o título.

### CART

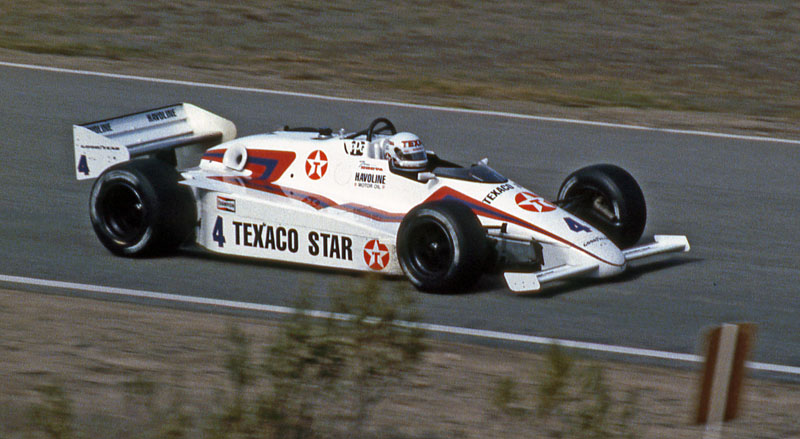
Tom Sneva pela CART em 1984.

Em 1979, mudou Sneva ambas as equipes e categoria, depois de dois títulos e Jerry O'Connell contratou-o para competir na CART. Com quatro pódios, mas sem vitórias, ele foi o sétimo naquele ano. Ele ganhou em  Phoenix e subiu ao pódio em três outros, terminando em terceiro lugar na classificação final.
Sneva juntou-se a Bignotti-Cotter em 1981. Ele venceu duas corridas em  Milwaukee e Phoenix, ficou em terceiro lugar em outro e terminou em oitavo, depois de ter ausentado em duas corridas. Em 1982, ele voltou a vencer em Milwaukee e Phoenix, a segunda em  Riverside e em quinto lugar na mesa final. Em 1983 ele venceu a legendária 500 Milhas de Indianápolis, venceu em Milwaukee e terminou em terceiro, de modo que estava na quarta posição.
Em 1984 ele passou a correr para a equipe de Mayer. Ele ganhou em Phoenix, Mikwaukee e Las Vegas(Caesar Palace), ficou em segundo lugar em Michigan e em terceiro lugar no  Long Beach, que foi vice-campeão atrás de Mario Andretti. Neste ano, Sneva tornou-se o primeiro a se classificar nas 500 Milhas de Indianápolis de 1984 na barreira das médias horárias de 210 mph (340 km/h) num March 84C/Cosworth. Sua 1ª e 4ª voltas que foram recordes da pista em 12 de maio daquele ano foram 210,689 milhas por hora (339,071 km/h) e 210,029 milhas por hora (338,009 km/h).
Os próximos três anos correu para Dan Gurney e Mike Curb. Em 1985, ele terminou em sétimo com dois pódios em Michigan e Milwaukee. Em 1986, ele foi o segundo no décimo para chegar a Phoenix e Milwaukee. Em 1987 ele correu 10 das 15 corridas e foi 14º com um terceiro lugar em Long Beach como melhor resultado. Em 1988 ele correu em Indianápolis e Michigan para Hemelgarn. Em 1989 ele correu em sete dos quinze datas para Granatelli. Em 1990 e 1992, ele correu suas últimas Indy 500.

#### Resultados das500 Milhas de Indianápolis
| Ano   | Carro | Largada                       | Classificação                 | Rank                          | Resultado                     | Voltas Completadas            | Vol. Lideradas                | Abandono                      |
| ----- | ----- | ----------------------------- | ----------------------------- | ----------------------------- | ----------------------------- | ----------------------------- | ----------------------------- | ----------------------------- |
| 1974  | 24    | 8                             | 185.147                       | 9                             | 20                            | 94                            | 0                             | Câmbio                        |
| 1975  | 68    | 4                             | 190.094                       | 5                             | 22                            | 125                           | 0                             | Colisão curva 2               |
| 1976  | 68    | 3                             | 186.355                       | 8                             | 6                             | 101                           | 1                             | Flagged                       |
| 1977  | 8     | 1                             | 198.886                       | 1                             | 2                             | 200                           | 3                             | Corrida                       |
| 1978  | 1     | 1                             | 202.156                       | 1                             | 2                             | 200                           | 3                             | Corrida                       |
| 1979  | 1     | 2                             | 192.999                       | 2                             | 15                            | 188                           | 0                             | Colisão curva 4               |
| 1980  | 9     | 33                            | 185.290                       | 19                            | 2                             | 200                           | 16                            | Corrida                       |
| 1981  | 2     | 20                            | 200.691                       | 1                             | 25                            | 96                            | 25                            | Clutch                        |
| 1982  | 7     | 7                             | 201.028                       | 7                             | 4                             | 197                           | 31                            | Motor                         |
| 1983  | 5     | 4                             | 203.687                       | 4                             | 1                             | 200                           | 98                            | Corrida                       |
| 1984  | 1     | 1                             | 210.029                       | 1                             | 16                            | 168                           | 31                            | Left CV Joint                 |
| 1985  | 2     | 13                            | 208.927                       | 13                            | 20                            | 123                           | 0                             | Colisão curva 1               |
| 1986  | 33    | 7                             | 211.878                       | 9                             | 33                            | 0                             | 0                             | Colisão curva 2               |
| 1987  | 33    | 21                            | 207.254                       | 16                            | 14                            | 143                           | 0                             | Colisão curva 2               |
| 1988  | 81    | 14                            | 208.659                       | 18                            | 27                            | 32                            | 0                             | Colisão curva 4               |
| 1989  | 7     | 22                            | 218.396                       | 10                            | 27                            | 55                            | 0                             | Problemas no pit              |
| 1990  | 9     | 25                            | 216.142                       | 22                            | 30                            | 48                            | 0                             | CV Joint                      |
| 1991  | 59    | Não se classificou (Bumpeado) | Não se classificou (Bumpeado) | Não se classificou (Bumpeado) | Não se classificou (Bumpeado) | Não se classificou (Bumpeado) | Não se classificou (Bumpeado) | Não se classificou (Bumpeado) |
| 1992  | 59    | 30                            | 219.737                       | 30                            | 31                            | 10                            | 0                             | Colisão curva 4               |
| Total | Total | Total                         | Total                         | Total                         | Total                         | 2180                          | 208                           |                               |

| Largadas  | 18 |
| Poles     | 3  |
| 1ª Fila   | 5  |
| Vitórias  | 1  |
| Top 5     | 5  |
| Top 10    | 6  |
| Abandonos | 13 |

### NASCAR
Sneva também competiu em oito corridas da NASCAR Cup entre 1977 e 1987; chegou em sétimo nas 500 Milhas de Daytona com um Chevrolet. Ele também disputou 14 corridas da International Race of Champions entre 1978 e 1985; terminou em segundo, terceiro, quarto e quinto, uma vez cada um, e ficou em quarto lugar na temporada de 1985 e sétimo em 1979.